# Karn Evil 9
 (avril 2019).
Si vous disposez d'ouvrages ou d'articles de référence ou si vous connaissez des sites web de qualité traitant du thème abordé ici, merci de compléter l'article en donnant les références utiles à sa vérifiabilité et en les liant à la section « Notes et références ».
 (avril 2019).
Le contenu est difficilement compréhensible vu les erreurs de traduction, qui sont peut-être dues à l'utilisation d'un logiciel de traduction automatique.
Pistes de Brain Salad Surgery
Benny the Bouncer
(4)
Karn Evil 9 est une chanson du groupe de rock progressif britannique Emerson, Lake and Palmer, de l'album Brain Salad Surgery en 1973. C'est une longue suite de 45 minutes, développée à travers trois mouvements appelés "impressions". La citation la plus célèbre de la suite est la phrase d'ouverture de la deuxième partie de la première impression, "Welcome back, my friends, to the show that never ends", qui donnera également le titre (non aléatoire) au triple album live du groupe.

## Le morceau

### Information générale
La musique de Karn Evil 9 a été écrite par Keith Emerson et Greg Lake, avec les paroles de Lake lui-même et de Peter Sinfield (déjà coauteur de King Crimson, avec qui Lake a joué), qui à partir de ce moment collaborera à plusieurs reprises, toujours en tant que parolier, avec le trio et le bassiste pour ses albums solo.
Le titre de la suite est une modification du mot "carnival" ("carnaval"), joué sur l'assonance de "evil" ("mal").
La suite, d'une durée totale de 29 minutes et 37 secondes, est la cinquième (et dernière) pièce de l'album Brain Salad Surgery. À l'origine, compte tenu de la sortie de l'album sur LP, la 1re impression était à la fois subdivisée en deux parties, selon la séquence des deux faces du disque; de sorte que la Partie 1 a signé la face A, défilant rapidement sur une phrase de synthétiseur, qui a repris de la même manière (avec un effet "fade-in") au début de la face B, inaugurant la reprise et la conclusion du mouvement. Avec les suivantes réimpressions sur CD, cette subdivision n'est plus conservée et le morceau est réuni; toutefois la Partie 2 a eu une vie indépendante sur les différents compilations du groupe, ainsi que dans leurs concerts, à la fois pour la durée plus agile (entre 4 et 5 minutes) qu'en a fait un bon morceau en soi, à la fois pour le vers précité "Welcome back, my friends...", avec un impact clair sur les performances live.
La première impression commence avec la naissance du monde et continue à raconter un extravagant et extraordinaire spectacle futuriste ("the show that never ends", juste) tandis que la deuxième, instrumentale, à mi-chemin entre le jazz et l'avant-garde, est l'interlude entre la première et la troisième ; cette dernière, encore plus épique dans le son, parle d'un sujet complètement différent. En fait, le "Karnival" cède la place à une guerre entre humains et ordinateurs, dont l'issue peut être interprétée de trois manières différents:
- dans le premier cas, les humains gagnent et réussissent à s'établir sur des ordinateurs ;
- dans le deuxième les ordinateurs gagnent, permettant aux humains de ne vivre que pour la satisfaction de la victoire ;
- la troisième (et dernière) lecture est fournie par l'interprétation originale de Peter Sinfield, selon lequel "ce que l'homme invente, verse ironiquement sur lui" ; donc les humains gagnent la guerre grâce aux ordinateurs, mais ensuite ils sont renversés par les machines elles-mêmes, qui imposent leur dominations à l'homme.

## Autres utilisations
Une partie ou la totalité de la chanson est incluse sur plusieurs albums live d'Emerson, Lake & Palmer, notamment:
- Welcome Back, My Friends, to the Show That Never Ends ∽ Ladies and Gentlemen (1974), qui utilise une phrase de la chanson dans son titre - Three impressions
- Live at the Royal Albert Hall (rec. 1992, rel. 1993) - 1st Impression, Part 2
- King Biscuit Flower Hour: Greatest Hits Live (rec. 1974, rel. 1997) - 1st Impression, Part 2
- Live in Poland (1997) - 1st Impression, Part 2
- Then and Now (rec. 1974 et 1997–98, rel. 1998) - deux versions de 1st Impression, Part 2, et une version de la 3e impression
- The Original Bootleg Series from the Manticore Vaults (rel. 1974–93, rel. 2001–06) - plusieurs versions dans un ensemble en plusieurs volumes
- A Time and a Place (rec. 1974, rel. 2010) - les trois impressions
- High Voltage (2010) - 1ère impression, partie 2
- In the Hot Seat (2017 Deluxe Edition, rec. 1997–98, rel. 2017) - 1st Impression, Part 2

Une partie ou la totalité de la chanson est également incluse sur tous les albums de compilation et coffrets du groupe.
First Impression Part 2 a été utilisé comme thème musical pour l'émission  Jim Davidson's Generation Game de la BBC à la fin des années 1990 et au début des années 2000, les voix concernant sept vierges et une mule étant omises. L'animateur de l'émission de radio britannique Alan Freeman a également utilisé la phrase "Welcome back my friends to the show that never ends" comme jingle.
En septembre 2007, First Impression Part 2 a été inclus dans une publicité pour Dr Pepper.
Il est également utilisé comme introduction pour le site Web Hard Rock Park et pour l'introduction de Stockton Thunder.
La chanson a été reprise par le guitariste Paul Gilbert sur son album live Beehive Live (en), et à la fin de sa vidéo pédagogique Guitars from Mars II.
L'intro de "Zombies, March !" du groupe shock rock/thrash metal GWAR est basée sur cette chanson.

### Crédits
- 1re impression : musique de Emerson-Lake, parties vocales et paroles de Greg Lake ;
- 2e impression : musique de Keith Emerson[2] ;
- 3e impression : musique de Emerson et Lake, paroles de Lake et Sinfield. Toutes les parties vocales sont chantées par Greg Lake, sauf les phrases prononcées par le vocoder, interprétées par Keith Emerson.

## Musiciens
- Keith Emerson - claviers
- Greg Lake - guitare solo, basse, chant
- Carl Palmer - batterie